# Антон Улрих (Вюртемберг-Нойенщат)
Антон Улрих фон Вюртемберг-Нойенщат (на немски: Anton Ulrich von Württemberg-Neuenstadt; * 16 октомври 1661 в Нойенщат ам Кохер; † 19 юли 1680 в Нойенщат ам Кохер) е херцог на Вюртемберг от страничната линия Вюртемберг-Нойенщат.
Той е син на херцог Фридрих (1615 – 1682) и съпругата му принцеса Клара Августа фон Брауншвайг-Волфенбютел (1632 – 1700), дъщеря на херцог Август II Млади фон Брауншвайг. Брат е на Фридрих Август (1654 – 1716), Фердинанд Вилхелм (1659 - 1701) и Карл Рудолф (1667 – 1742).
Антон Улрих получава във вюртембергския двор класическо обучение в езици, история, политика и природни науки. От малък той е болнав и умира на 18 години в Нойенщат. Погребан е в църквата Св. Николаус в Нойенщат.